# Carta celeste

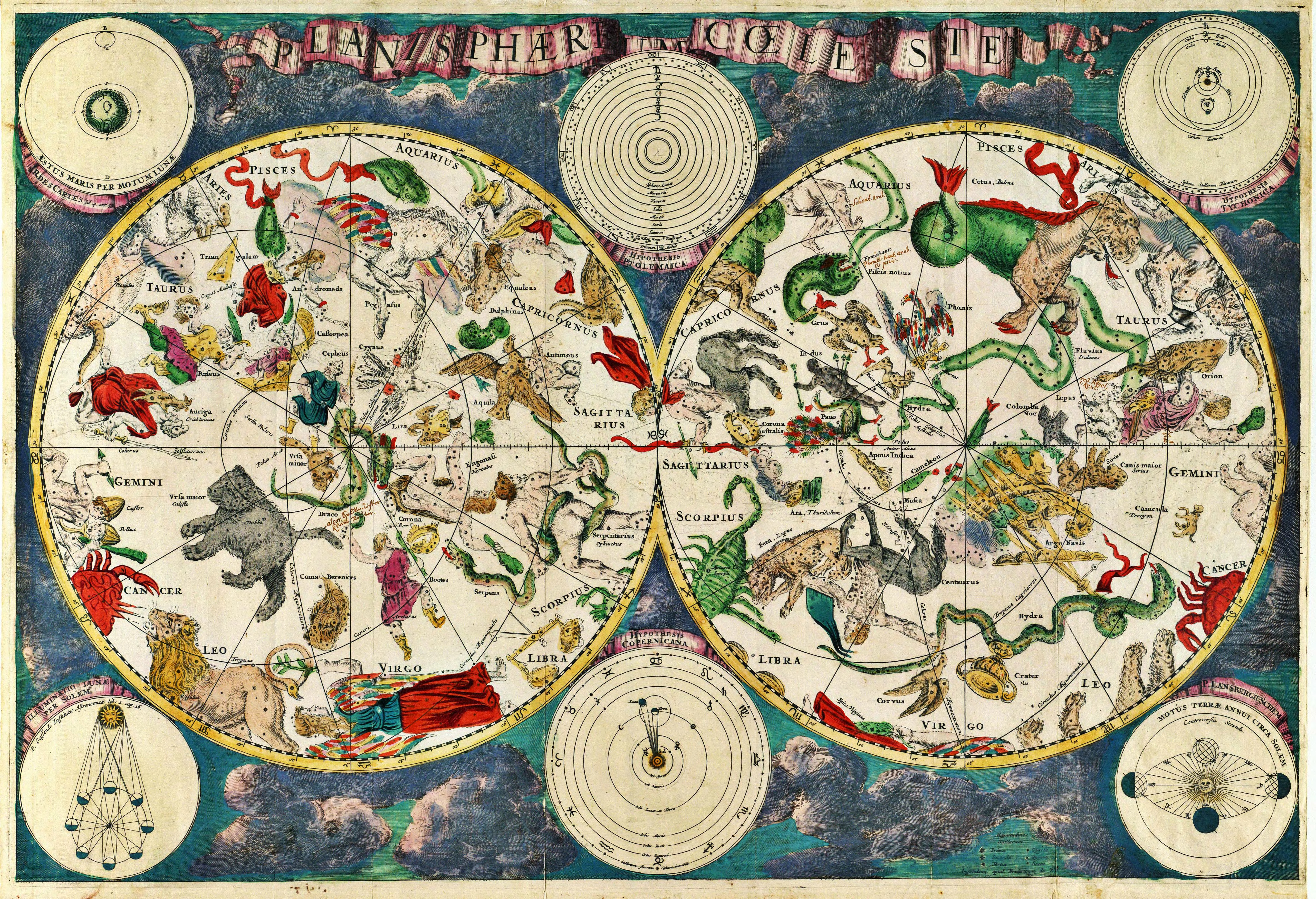
Uma carta celeste do século XVII, do cartógrafo holandês Frederik de Wit

Uma carta celeste ou mapa celeste é um mapa do céu. Os astrônomos costumam dividi-las em grades para usá-las mais facilmente. São usadas para identificar e localizar objetos astronômicos como estrelas, constelações e galáxias, e têm sido usadas para a navegação humana desde tempos antigos. Uma carta celeste difere-se de um catálogo astronômico, que é uma lista ou uma tabulação de objetos astronômicos para um propósito particular.

## Pré-História

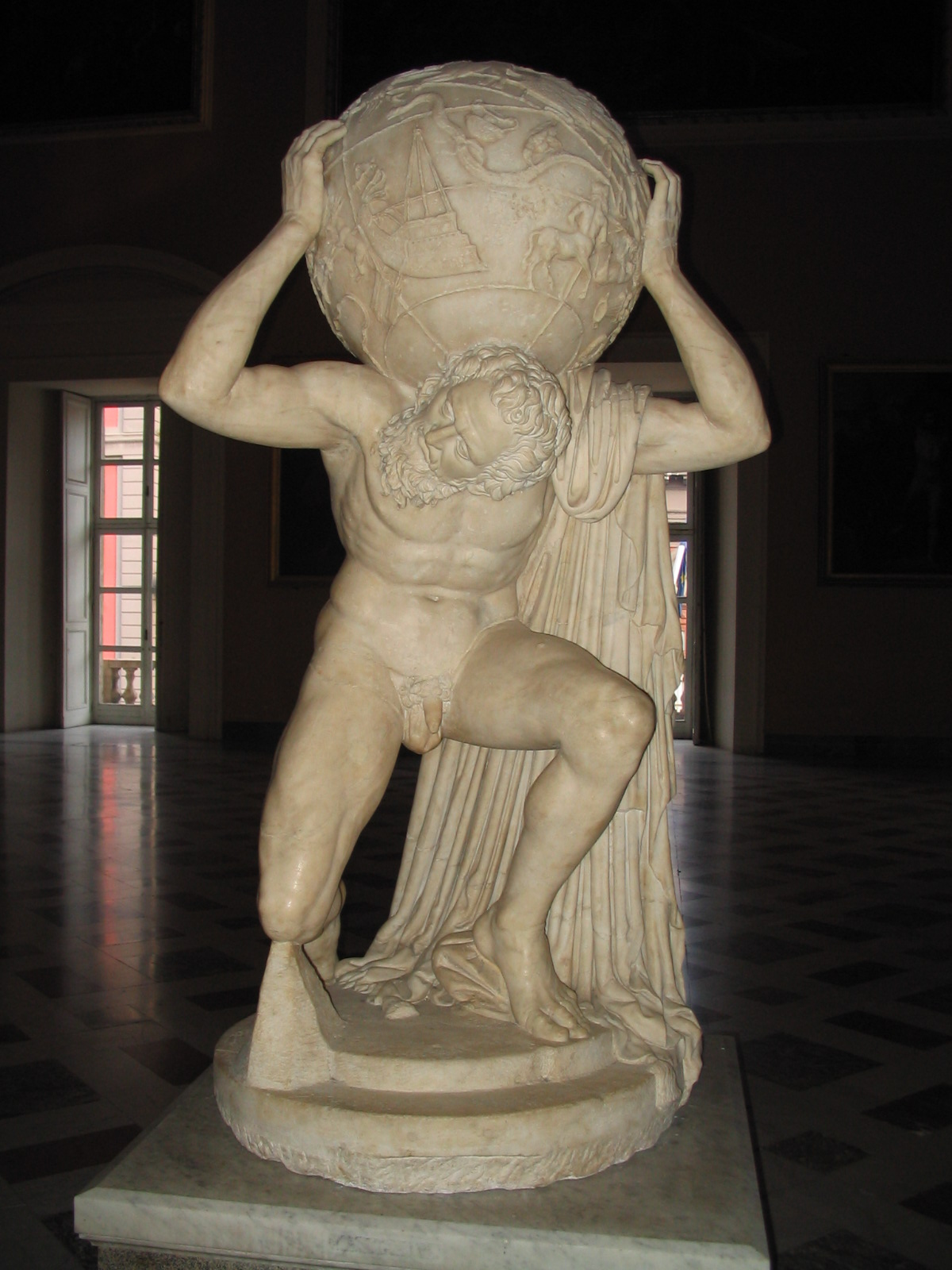
Atlas Farnese no Museu Arqueológico Nacional de Nápoles

A carta celeste mais antiga conhecida é uma presa esculpida de marfim de mamute, descoberta na Alemanha em 1979. Este artefato tem 32 500 anos de idade e tem uma escultura que se assemelha à constelação de Orion. Um desenho na parede das cavernas de Lascaux, na França, tem uma representação gráfica do aglomerado aberto de estrelas Plêiades. É datada entre 33 000 e 10 000 anos atrás. O pesquisador Michael A. Rappenglueck sugeriu que um painel nas mesmas cavernas representando um bisão de carga, um homem com cabeça de um pássaro e a cabeça de um pássaro em cima de um pedaço de madeira, em conjunto, podem representar o triângulo de verão, que à época era uma formação circumpolar. Outro painel de uma carta celeste, criado mais de 21 000 anos atrás, foi encontrado na gruta de La Tête du Lion. Os bovinos neste painel podem representar a constelação de Touro, com um detalhe que representa as Plêiades localizada logo acima do desenho.

## Antiguidade
O mais antigo registro astronômico chinês é anterior ao Período dos Reinos Combatentes (476-221 a.C.). A mais antiga representação chinesa de uma carta celeste é uma caixa de laca de 430 a.C., embora esta representação não exiba estrelas individuais.
O Atlas Farnese é uma cópia do século II de uma estátua da era helenística representando o Titã Atlas segurando a esfera celeste em seu ombro. É a mais antiga representação sobrevivente das constelações da Grécia Antiga e grades circulares que fornecem posições das coordenadas. Por causa da precessão dos equinócios, as posições das constelações mudam lentamente ao longo do tempo. Ao comparar as posições das 41 constelações contra as grades circulares, uma determinação precisa pode ser feita da época em que as observações originais foram realizadas. Com base nesta informação, as constelações inscritas no Atlas são de aproximadamente 125 ± 55 a.C.. Essa evidência indica que o catálogo de estrelas do astrônomo grego Hiparco foi usado.
Um exemplo da era romana de uma carta celeste é o zodíaco de Dendera, datada de 50 a.C.. Essa é uma escultura em baixo relevo de um teto no Templo de Dendera. É um planisfério representando o zodíaco em representações gráficas. No entanto, as estrelas individuais não são representadas.

## Era medieval
O mapa celestial manuscrito mais antigo foi descoberto nas grutas de Mogao ao longo da Rota da Seda - o Mapa Celeste de Dunhuang. Este é um pergaminho de 210 cm de comprimento e 24,4 cm de largura, mostrando o céu entre as declinações 40° S e 40° N, em doze painéis, além de um painel mostrando o décimo terceiro céu do norte circumpolar. Estão desenhadas 1.345 estrelas ao todo, agrupados em 257 asterismos. A data dessa carta é incerta, mas estima-se entre 705 e 710 d.C..

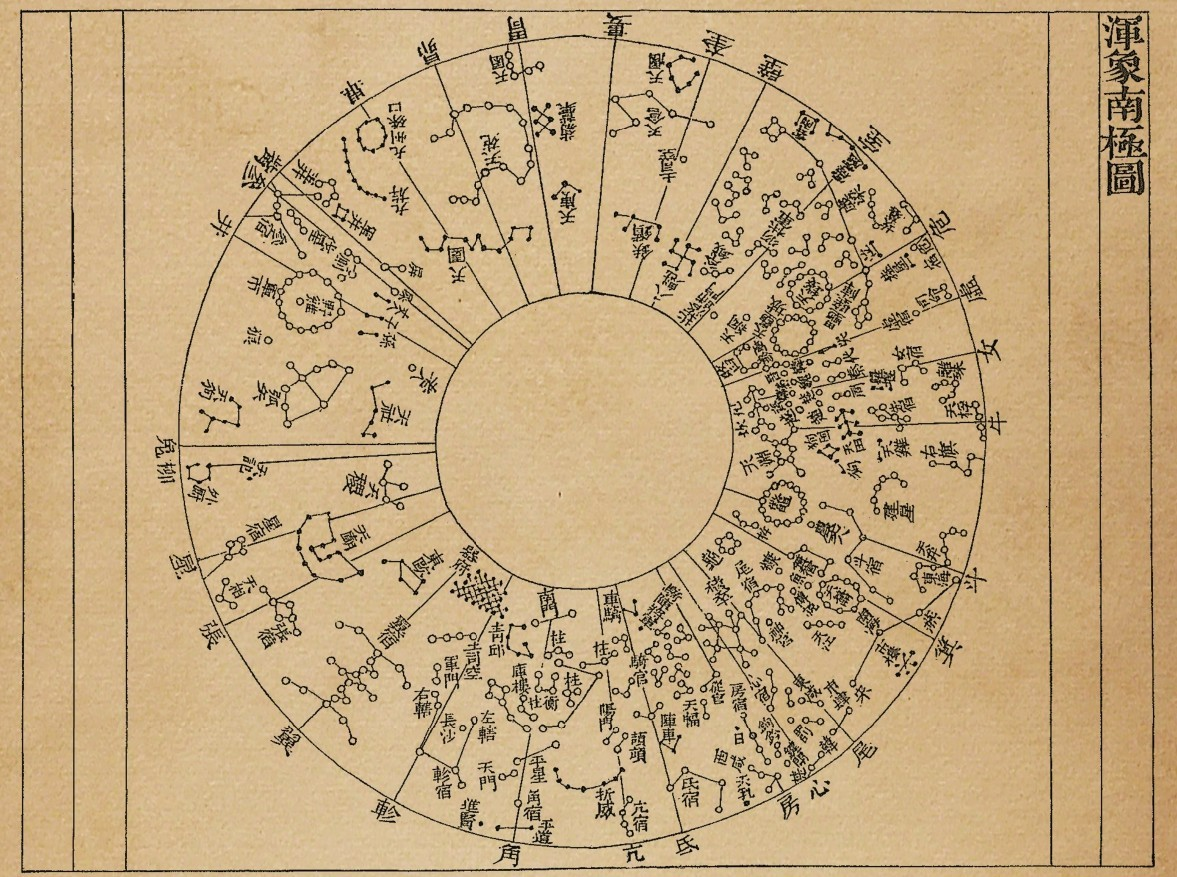
Carta celeste da projeção polar austral do globo celeste do astrônomo chinês Su Song (1020–1101)

Durante a dinastia Song, o astrônomo chinês Su Song escreveu um livro intitulado Yixiang Xin Yao Fa (novo desenho para o relógio armilar), contendo cinco mapas totalizando 1 464 estrelas. Foi elaborado em 1092. Em 1193, o astrônomo Huang Shang confeccionou um planisfério, juntamente com um texto explicativo. Foi gravado em pedra em 1247 e esta carta ainda existe no Templo Miao Wen em Suzhou.
Na astronomia islâmica, a primeira carta celeste a ser desenhada foi as ilustrações produzidas pelo astrônomo persa Azofi em seu trabalho de 964 intitulado Livro de Estrelas Fixas. Este livro era uma atualização das partes VII.5 e VIII.1 do catálogo de estrelas Almagesto, do segundo século, por Ptolomeu. O trabalho de al-Sufi continha ilustrações das constelações e estrelas mais brilhantes, repreentadas como pontos. O livro original não sobreviveu, mas uma cópia de 1009 esta preservada na Universidade de Oxford, Inglaterra.
A carta celeste europeia mais antiga é um manuscrito em pergaminho intitulado De Composicione Spere Solide. Foi confeccionado em Viena, Áustria, em 1440 e consistia em um mapa de duas partes, que descreviam as constelações do hemisfério norte celeste e a eclíptica. Pode ter servido como um protótipo para a carta celeste europeia impressa mais antiga, um conjunto de retratos de 1515 em xilogravura produzido por Albrecht Dürer em Nuremberg, Alemanha.

## Era moderna

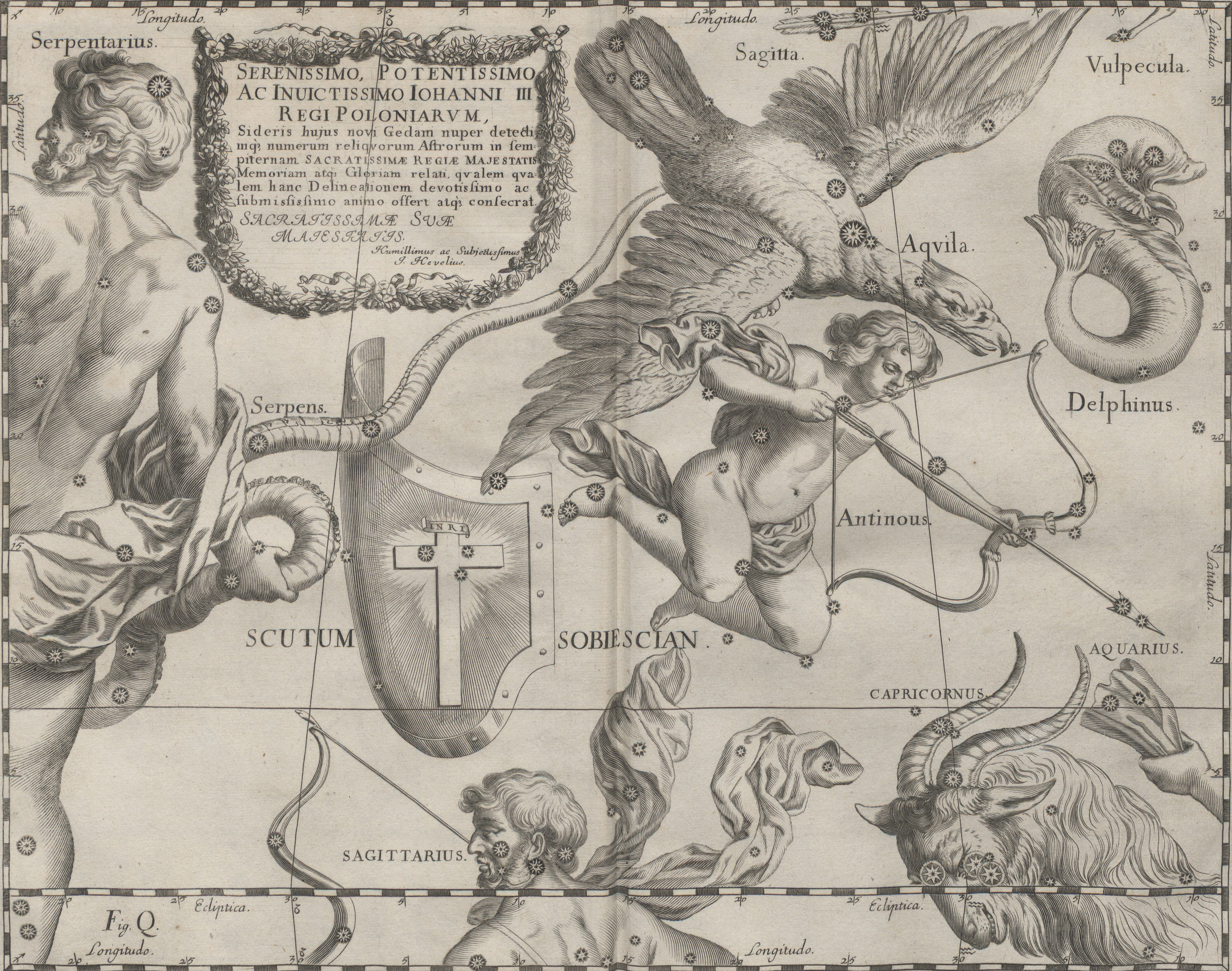
Hevelius - Firmamentum Sobiescianum sive Uranographia 1690

Durante a Era dos Descobrimentos, expedições para o hemisfério sul começou a resultar na adição de novas constelações. Estas provavelmente vieram a partir dos registros de dois marinheiros holandeses, Pieter Dirkszoon Keyser e Frederick de Houtman, que em 1595 viajaram juntos para as Índias Orientais Holandesas. Suas compilações resultaram no globo de Jodocus Hondius, de 1601, que acrescentou 12 novas constelações do sul. Vários outros mapas foram produzidos, incluindo a Uranometria de Johann Bayer, em 1603. Este último foi o primeiro atlas a mapear ambos os hemisférios celestes e introduziu a designação de Bayer para identificar as estrelas mais brilhantes usando o alfabeto grego. O Uranometria continha 48 mapas das constelações de Ptolomeu, uma placa das constelações do sul e duas placas mostrando todo os hemisférios norte e sul em projeção estereográfica polar.
O polonês Johannes Hevelius terminou sua carta celeste 'Firmamentum Sobiescianum em 1690. Continha 56 mapas estelares, cada uma contida em duas páginas, e melhorou a precisão das posições das estrelas do sul. Ele introduziu mais 11 constelações (Scutum, Lacerta, Canes Venatici, entre outros).